# 幾何著色器
幾何著色器（Geometry Shader）是 Shader Model 4.0的標準規格，DirectX 10與OpenGL 3.1已有支援幾何著色器。
Shader Model 4.0引進了幾何著色器，可使用Shader 资源来处理graphics pipeline 的點、線、面的幾何坐标变换，一次最多处理6个点，快速地将模型类似的顶点结合起来进行运算。此一过程无需CPU參與。NVIDIA公司的GeForce 8800 圖形處理器是第一個提供硬件支持的幾何著色器。
幾何著色器典型用途包括： point sprite 的生成, 幾何鑲嵌（tessellation）, 阴影体（shadow volume） extrusion。
幾何著色器可以借由 Cg, Direct3D的 HLSL, OpenGL的GLSL等語言來完成。